# El mal querer
El mal querer è il secondo album in studio della cantante spagnola Rosalía, pubblicato il 2 novembre 2018 dalla Columbia Records.
Scritto interamente dalla stessa interprete e co-prodotto insieme al connazionale El Guincho, El mal querer nasce come un concept album di tipo sperimentale che narra la storia di una relazione tossica e trae liberamente ispirazione dal noto romanzo medievale Roman de Flamenca: ogni traccia contenuta all'interno del disco corrisponde a un diverso capitolo dell'opera letteraria sopracitata. Rosalía ha anche presentato El mal querer come progetto utile al conseguimento del baccellierato presso il Catalonia College of Music di Barcellona, grazie a cui ha ottenuto la votazione massima. La pubblicazione del progetto è stata anticipata da quella dei singoli Malamente e Pienso en tu mirá.
Il disco è stato accolto con ampi consensi da parte del pubblico spagnolo, Paese in cui ha debuttato al primo posto della classifica, e della critica specializzata nazionale e internazionale, che ne ha lodato la produzione, l'interpretazione vocale di Rosalía e la commistione musicale tra il flamenco, il pop e l'urban. È stato premiato con quattro Latin Grammy nel 2019, tra cui quello come album dell'anno (seconda artista donna a riuscirci dopo Shakira) e un Grammy Award l'anno seguente. Nel 2020, la rivista statunitense Rolling Stone lo ha incluso nella lista relativa ai cinquecento miglior album della storia, consacrandolo contestualmente come miglior disco in lingua spagnola presente in classifica; due anni più tardi la stessa testata ha stilato l'elenco dei cinquanta migliori concept album di sempre, ponendo El mal querer al decimo posto. Inoltre, grazie al disco la cantante è stata premiata per la seconda volta in carriera con il prestigioso Premio Ruido.

## Antefatti
Il ciclo di registrazione del secondo album di Rosalía, El mal querer, è iniziato alla fine del 2016, concepito dalla cantante come progetto di baccellierato utile al conseguimento del diploma presso la Scuola Superiore di Musica della Catalogna di Barcellona. Per la lavorazione del disco la cantante ha collaborato con il produttore spagnolo El Guincho, mentre ha ideato il concept insieme all'amico Ferran Echegaray, che ha suggerito di utilizzare il romanzo medievale Roman de Flamenca come filo conduttore narrativo dell'album. Per questo motivo, ogni traccia del progetto viene concepita come un diverso capitolo della storia raccontata nell'anonimo romanzo occitano. Nonostante la mancanza di budget per la produzione del disco, in quanto artista indipendente che lavorava ad un progetto universitario, Rosalía investì in gran parte risorse finanziarie personali, al punto da rischiare la bancarotta. Tuttavia, ha continuato a lavorarci, sottolineando che «l'obiettivo fosse trovare un modo per spiegare questa tradizione da cui era ossessionata nel modo più personale possibile, senza paura e con rischio. Prima di pubblicare l'album ero in debito e non avevo alcuna garanzia che il progetto avrebbe funzionato, ma speravo che, dato che lo stavo facendo con il cuore, che le persone a cui sarebbe piaciuto, poche e molte che fossero, lo avrebbero apprezzato per davvero». Il disco fu quasi completamente registrato all'interno dell'appartamento di El Guincho a Barcellona impiegando un computer, un microfono e un'interfaccia audio.
Alla fine di aprile 2018, Rosalía ha pubblicato un breve video documentario sui suoi social network nel quale, parlando del suo nuovo album, ha dichiarato che: «Tutto quello che ho lo sto lasciando qui; sono al verde, sto rischiando molto. Questo progetto è quello che ho sempre voluto fare, è da molto tempo che penso di fare un album come quello che sto per pubblicare. L'ispirazione del flamenco è ancora lì ma, allo stesso tempo, è qualcos'altro». Tre giorni dopo la pubblicazione internazionale del brano Brillo, composto da Rosalía in collaborazione con il cantante colombiano reggaeton J Balvin, la cantante ha confermato l'uscita imminente di un suo nuovo singolo.

## Descrizione
El mal querer è un disco di genere nuevo flamenco, pop sperimentale e contemporary R&B latino, che mescola la musica flamenco con sonorità urban contemporanee tratti dal pop e dal reggaeton e utilizza un approccio sperimentale a livello di produzione. L'album è suddivisibile in due parti: una maggiormente legata alla drammaticità viva del flamenco in cui viene mantenuta un'impronta più folkloristica, composta dai brani Que no salga la Luna, Reniego, Di mi nombre, Nana, Maldiciòn e A ningún hombre e un'altra più leggera e urbana indirizzata dalle tracce Malamente, Pienso en tu mirá, De aquí no sales e Bagdad.
L'album si apre con Malamente, in cui la voce mielosa di Rosalía lavora in controritmo rispetto a battiti di mani sincopati influenzati dal flamenco; la traccia intreccia un synth caldo e misterioso con loop di grancassa e si avvale delle palmas (battiti di mani) e dei pitos (schiocchi di dita) tipici del flamenco. Que no salga la Luna, maggiormente fedele alle sonorità flamenco classiche, rappresenta un'esperienza piuttosto viscerale in cui la voce della cantante è percettibilmente radicata in una tradizione musicale diversa dai soliti stili in cui si esibiscono i cantanti pop. La terza traccia, la struggente Pienso en tu mirá, in cui Rosalía torna fedele alla sua etica ibrida, è considerata il passaggio più radiofonico e commerciale del disco ed è guidata da elementi percussivi in un lamento corroborante che giustappone la granulosità della voce dell'artista a loop e beat fragili e scintillanti. Segue De aquí no sales, che sostituisce i battiti di mani con campioni di motori ruggenti e freni d'auto e sirene stridenti come sottofondo, in cui Rosalía torna ad avvicinarsi alla tradizione vocale in cui è cresciuta e si è formata. In questa canzone, l'artista esplora i temi della violenza domestica e delle giustificazioni che vengono date agli abusanti.
In Reniego, basato su una melodia classica del flamenco, la produzione è ridotta per dare spazio all'interpretazione vocale della cantante, che ricorre ai melismi prima di imboccare di nuovo strade più sperimentali, giocando con i sintetizzatori in stile ballata pop, il vocoder e un'allusione sfacciata alla pulsazione dembow del reggaeton attraverso i battiti di mani del flamenco. Reniego mescola nacchere con frammenti di voci ed effetti sonori distorti; a metà brano si spegne nel silenzio e appare un inquietante piccolo loop vocale senza parole, che lotta per lo spazio con la voce di Rosalía. L'interludio Preso viene recitato dall'attrice feticcio di Pedro Almodóvar Rossy de Palma. Definito uno dei momenti di spicco del disco, Bagdad è un tenero e doloroso esercizio di soul latino moderno, con il suo lucido falsetto che si snoda intorno ai loop e alle palmas con una cadenza che è al tempo stesso ipnotica e allucinatoria. Dal sapore R&B dei primi anni Duemila, Bagdad presenta un'interpolazione di Cry Me a River di Justin Timberlake; si tratta di un brano che guarda con maggiore consapevolezza alla possibilità di suscitare l'interesse del pubblico anglofono.
Di mi nombre aggiunge un requinto campionato come strumento ritmico, mentre la voce della cantante, leggermente in auto-tune, fa riferimento al flamenco gitano e al reggaeton. Nana colloca la voce di Rosalía su un fondale spoglio costruito interamente con voci campionate e caratterizzate dall'impiego massiccio dell'auto-tune. Al contrario, Maldición è un numero selvaggiamente sperimentale che contrappone una melodia che accosta la copla e l'indie pop all'utilizzo di pianoforte elettrico Wurlitzer in loop, dei pitos e di effetti vocali distorti. Il brano conclusivo, A ningùn hombre, viene eseguito a cappella e trae ispirazione dalle intricate melodie armonizzate di Bon Iver. Il testo della canzone, marcatamente femminista, negli anni è stato spesso impugnato dai manifestanti che prendono parte alla marcia per la Giornata internazionale della donna in molte parti della Spagna e dell'America Latina.

## Promozione
In seguito alla firma del contratto discografico con l'etichetta Sony Music, El mal querer è stato ampiamente promosso a livello internazionale: oltre all'affissione di un cartellone pubblicitario a Times Square, la cantante si è esibita al cospetto di 11 000 spettatori alla Plaza de Colón di Madrid il 31 ottobre 2018 e ha preso parte in qualità di performer agli MTV Europe Music Awards 2018 e all'edizione dei Latin Grammy Awards dello stesso anno.
Le strategie di marketing impiegate per il progetto sono state oggetto di discussione da parte dei media spagnoli, che ne hanno evidenziato il modo tipicamente americano di promuovere l'album dovuto al tentativo di internazionalizzare l'artista e trasformala in una superstar. Nel contesto della promozione dell'album, stilisticamente Rosalía si è fatta notare per l'uso personalizzato della ricostruzione delle unghie in acrilico e per lo stile di abbigliamento urbano ed elegante, manifestando una predilezione per il colore rosso, che ha proposto anche nell'unione di elementi tradizionali spagnoli e riferimenti al simbolismo religioso del Cristianesimo.

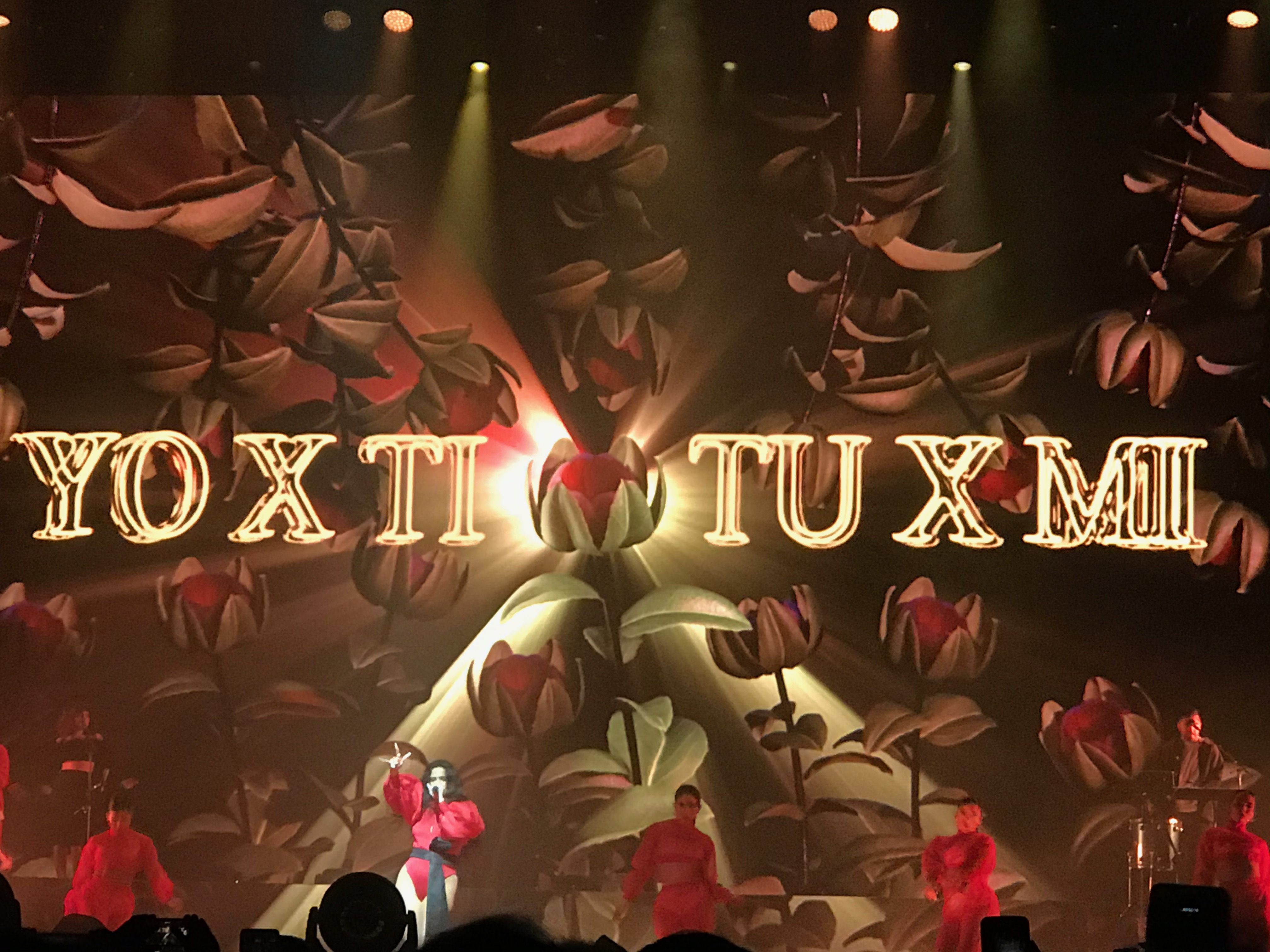
Rosalía durante il concerto a Barcellona di El mal querer tour

Ad anticipare la pubblicazione dell'album sono stati i singoli Malamente e Pienso en tu mirá, i cui rispettivi videoclip sono diventati virali su Internet, e Di mi nombre, primo singolo della cantante a raggiungere la numero uno in Spagna. Nel corso del 2019 la cantante è stata impegnata con El mal querer tour, con concerti a partire dal 29 marzo a Buenos Aires all'Ippodromo di San Isidro e la conclusione avvenuta il 10 dicembre del medesimo anno presso il WiZink Center di Madrid. Nel corso della tournée la cantante si è esibita in numerosi festival musicali, incluso il segmento Lollapalooza in America del Sud, il Coachella in California, il Glastonbury nel Regno Unito e il Primavera Sound a Barcellona. Oltre ai festival, la cantante ha tenuto concerti da solista sia in America del Nord che in Europa: la parte finale del tour l'ha vista esibirsi in cinque spettacoli a tutto esaurito a Londra, Parigi e nelle arene indoor di Barcellona e Madrid.

## Accoglienza
| Recensione    | Giudizio |
| ------------- | -------- |
| AllMusic      |          |
| The Guardian  |          |
| Pitchfork     | 8,8/10   |
| Rolling Stone |          |

El mal querer ha ricevuto recensioni perlopiù positive da parte della critica specializzata. Secondo l'aggregatore di recensioni Metacritic, il disco possiede un punteggio di 89 su 100 basato su cinque recensioni, equivalente ad «acclamazione universale».
Il giornalista britannico Alexis Petridis, autore per The Guardian, ha elogiato l'album, conferendogli il punteggio massimo ed etichettandolo come «il biglietto da visita di un talento musicale unico nel suo genere». In particolare, venne apprezzata l'interpretazione vocale della cantante, in grado di dare al disco una «freschezza immediatamente identificabile» notando come lo stile musicale proposto da Rosalía «affondi le proprie radici in un contesto musicale tradizionale diverso da quello da cui provengono la maggior parte delle popstar». Pitchfork ha classificato El mal querer come il sesto miglior disco del 2018; nella recensione redatta da Philip Sherburne, viene lodata sia la combinazione di elementi musicali tradizionali e moderni che la voce della cantante dichiarando che «se respira o canta, Rosalía è una presenza imponente incontrata nel corso della storia plurisecolare del pop spagnolo – non tanto un'ambasciatrice del flamenco quanto la creatrice di uno stile ibrido affascinante tutto suo».
Per contrasto, Rosalía è stata accusata di appropriazione culturale da alcune testate spagnole, per via dell'utilizzo della simbologia gitana: Rosalía proviene infatti dalla Catalogna, regione caratterizzata da una lunga storia di «tensioni politiche e culturali con l'Andalusia», la patria del flamenco. Paula Ibieta del Phoenix New Times, ad esempio, ha evidenziato «la natura controversa dell'immaginario estetico proposto dalla cantante e il suo uso del gergo andaluso».
A fine anno, El mal querer è apparso in numerose classifiche relative ai migliori progetti musicali del 2018. Le testate spagnole ABC e Jenesaispop lo hanno entrambe eletto miglior album spagnolo dell'anno; secondo Rockdelux, El mal querer risulta anche essere il miglior album spagnolo del decennio. A livello di critica internazionale, El mal querer ha occupato il sesto posto della classifica relativa ai migliori album del 2018 stilata dal New York Times. Le testate statunitensi Billboard, Pitchfork e Rolling Stone lo hanno tutte classificato entro le prime cinquanta posizioni delle rispettive graduatorie relative agli album migliori del decennio. Infine, Rolling Stone, nel redigere la classifica aggiornata al 2020 dei cinquecento miglior album della storia, ha collocato El mal querer al 315º posto, mentre nel 2022 ha conferito all'album il decimo posto della classifica relativa ai cinquanta migliori concept album della storia.

## Impatto culturale
Subito dopo la pubblicazione di El mal querer, la richiesta di copie del romanzo Roman de Flamenca aumentò vertiginosamente. Nel settembre 2019, la casa editrice Roca Editorial ha ripubblicato il romanzo, descrivendolo come «un classico della letteratura femminista del XXIII secolo» e sottolineandone il ruolo di ispiratore per il progetto di Rosalía. Anton M. Espalader, traduttore della versione in lingua catalana dell'opera, ha dichiarato durante un'intervista a Verne che «bisogna congratularsi ed essere grati a Rosalía per aver dato il via a un fenomeno inedito rispetto agli altri Paesi. È sempre bello quando un romanzo medievale torna ad essere acquistato nelle librerie». Lo sviluppo narrativo presente del disco, il quale esplora come tema principale la tossicità di una relazione eterosessuale, è stato anche oggetto di studio accademico e letterario e stimolo di riflessione relativa al tema della violenza di genere.
Contestualmente, El mal querer ha suscitato numerose polemiche in Spagna a causa delle influenze della cultura e del simbolismo gitano e flamenco; in particolare, venne criticata la posizione privilegiata di Rosalía in quanto donna bianca all'interno dell'industria, sostenendo che un'artista gitana non avrebbe avuto le sue stesse opportunità. A livello internazionale, diverse personalità e testate giornalistiche, come The New York Times, hanno difeso lo stile artistico proposto dalla cantante sostenendo che «il dibattito intorno all'accusa di appropriazione culturale nei confronti di Rosalía è ingiusto: la sua musica incarna, con autorevolezza, la forma artistica più eloquente della globalizzazione: il remix». María Guadalupe Benzal Alía, studente universitaria di Traduzione e Interpretariato già laureata in Comunicazione Interculturale presso l'Università Pontificia Comillas di Madrid, ha incentrato la propria tesi sull'impatto culturale avuto dall'album intitolandola Análisis intercultural del álbum musical de Rosalía Vila, "El mal querer" y el consecuente rechazo de la comunidad gitana española; anche Peter Manuel, studente di Etnomusicologia alla University of Illinois ha redatto l'articolo giornalistico The Rosalía Polemic: Defining Genre Boundaries and Legitimacy in Flamenco, che si basa sulla controversia culturale scaturita dall'album. Tutti gli approfondimenti sociologici e musicologi scaturiti dall'album sono stati inseriti all'interno di una raccolta saggistica intitolata Ensayos sobre el buen querer, curata da tredici diversi autori e pubblicata nel 2021.
L'artista ispano-croato Filip Ćustić, che ha curato l'apparato visuale del disco, grazie al suo contributo ha ricevuto le prime attenzioni da parte della stampa internazionale che lo ha definito «uno degli artisti più promettenti della scena attuale»; Ćustić ha anche realizzato la copertina di El mal querer, che è stata fonte di ispirazione per quella di Ancient Dreams in a Modern Land della cantante britannica Marina (2021). Nel 2021 Drag Race España ha dedicato un'intera puntata della competizione alla cantante e in particolare modo all'estetica di El mal querer.
Diversi critici hanno notato un aumento di popolarità e d'interesse nei confronti del flamenco dopo la pubblicazione di El mal querer, sottolineando come Rosalía «abbia trasformato la straziante musica andalusa in un fenomeno di dimensione globale». Stereogum ha notato che sia la reinterpretazione di Kacey Musgraves del classico Gracias a la vida di Violeta Parra inclusa nell'album Star-Crossed che l'EP di Christina Aguilera La fuerza siano influenzati dall'immaginario artistico di Rosalía. Diverse pubblicazioni hanno rintracciato nell'album El madrileño (2021) di C. Tangana, ex fidanzato di Rosalía e autore di diversi brani contenuti all'interno di El mal querer, il tentativo di proseguire nello stesso percorso artistico inaugurato da quest'ultimo LP.
Nell'agosto 2023 la rivista Billboard stila la classifica relativa alle cento migliori copertine di album musicali della storia, collocando quella di El mal querer al 33º posto; il commento scritto per giustificare la scelta recita: «Un album basato su un romanzo del XIII secolo aveva bisogno di una copertina adeguatamente esoterica per accompagnarlo, e l'artista spagnolo-croato Filip Ćustić ha superato la sfida. In piedi in cima a una nuvola con un'aureola intorno a sé e vesti bianche che pendono da anelli sul braccio come una tenda da doccia, Rosalía allunga le braccia mentre una luce emana dal suo grembo e una colomba si alza sopra di lei. La star spagnola viene presentata come una doppia figura di Cristo/Vergine, e l'opera si rifà all'iconografia religiosa medievale cui viene aggiunto un tocco femminista». Nella medesima occasione, l'album venne definito come «un'opera d'arte celestiale e inebriante».

## Tracce
Musiche di Rosalía Vila Tobella e Pablo Díaz-Reixa, eccetto dove indicato diversamente. Laddove non viene riportata la distinzione tra testi e musiche, gli stessi autori figurano anche come compositori.
1. Malamente (cap.1: Augurio) – 2:30 (testo: Rosalía Vila Tobella, Pablo Díaz-Reixa, Antón Álvarez)
2. Que no salga la Luna (cap.2: Boda) – 4:29 (testo: Rosalía Vila Tobella, Antón Álvarez)
3. Pienso en tu mirá (cap.3: Celos) – 3:13 (testo: Rosalía Vila Tobella, Antón Álvarez)
4. De aquí no sales (cap.4: Disputa) – 2:24 (testo: Rosalía Vila Tobella, Pablo Díaz-Reixa, Antón Álvarez)
5. Reniego (cap.5: Lamento) – 3:28 (testo: pubblico dominio, Rosalía Vila Tobella – musica: pubblico dominio, Rosalía Vila Tobella, Pablo Díaz-Reixa, Jesús Carmona)
6. Preso (cap.6: Clausura) – 0:40 (testo: Rosalía Vila Tobella, Rossy de Palma, Ferrán Echegaray)
7. Bagdad (cap.7: Liturgia) – 3:02 (Rosalía Vila Tobella, Pablo Díaz-Reixa, Luis García Olles, Leticia Sala Bufill, Antón Álvarez, Justin Timberlake, Timothy Mosley, Scott Storch)
8. Di mi nombre (cap.8: Éxtasis) – 2:42 (testo: Rosalía Vila Tobella, Antón Álvarez – musica: pubblico dominio, Rosalía Vila Tobella, Pablo Díaz-Reixa)
9. Nana (cap.9: Concepción) – 3:17 (pubblico dominio, Rosalía Vila Tobella, Pablo Díaz-Reixa)
10. Maldición (cap.10: Cordura) – 2:55 (testo: pubblico dominio, Rosalía Vila Tobella, Antón Álvarez)
11. A ningún hombre (cap.11: Poder) – 1:34 (testo: Rosalía Vila Tobella, Antón Álvarez)

Note
- Tutti i titoli dei brani sono resi graficamente in maiuscolo.
- Que no salga la Luna contiene campionamenti tratti da Mi cante por bulerías di La Paquera de Jerez.
- Bagdad contiene campionamenti tratti da Cry Me a River di Justin Timberlake.
- Maldición contiene campionamenti tratti da Answers Me di Arthur Russell.

## Formazione
Musicisti
- Rosalía – voce, cori (tracce 1-4, 7, 8 e 10), battito delle mani (tracce 1, 2, 7 e 8), ad-lib (tracce 1-4, 6 e 8), arrangiamento (tracce 1-4, 6-11), tastiera (tracce 3, 6, 7 e 10), basso (tracce 3, 8 e 10), 808 (traccia 4), armonizzatore (traccia 9), sintetizzatore e pito (traccia 10)
- El Guincho – tamburo herreño (traccia 1), 808 (tracce 1, 3, 4, 7 e 8), sintetizzatore (traccia 1), battito delle mani (tracce 1 e 7), ad-lib (tracce 1, 3, 4 e 8), arrangiamento (tracce 1, 3, 4, 6-11), basso (tracce 2 e 7), armonizzatore (tracce 3 e 11), tastiera (tracce 3, 6, 7, 9 e 10), basso (tracce 3, 8 e 10), sintetizzatore (tracce 8 e 10)
- Antón Álvarez – ad-lib (traccia 1)
- Lin Cortés – cori (traccia 2)
- Nani Cortés – cori (traccia 2)
- Las Negris – cori e jaleo (tracce 2, 8)
- Los Mellis – battito delle mani (tracce 2, 4 e 8), cori (tracce 2 e 8)
- Juan Mateo – jaleo (traccia 2)
- Milagros – cori (traccia 3)
- Ana Molina Hita – direzione d'orchestra (traccia 3)
- Jesús Carmona González "Jesús Bola" – arrangiamento (traccia 5)
- Orquestra Sinfónica di Bratislava – interpretariato (traccia 5)
- David Hernando Rico – direzione dell'interpretariato (traccia 5)
- Juan Mateos – pito (traccia 6)
- Coro infantil del Orfeó Català – cori (traccia 7)
- Joan Alberto Amargós – arrangiamento dei cori (traccia 7)
- Laura Boschetti – arpa (traccia 8)

Produzione
- Rosalía – produzione esecutiva, produzione
- El Guincho – produzione, registrazione
- Jaycen Joshua – missaggio
- Jacob Richards – assistenza al missaggio
- Rashawn McLean – assistenza al missaggio
- Mike Seaberg – assistenza al missaggio
- Chris Athens – mastering
- Brian Hernández – registrazione (tracce 3 e 7)

## Successo commerciale
El mal querer ha raggiunto la vetta della classifica degli album spagnola compilata dalla Productores de Música de España durante la sua seconda settimana di pubblicazione.

## Classifiche

### Classifiche settimanali
| Classifica (2018-19) | Posizione massima |
| -------------------- | ----------------- |
| Belgio (Fiandre)     | 76                |
| Belgio (Vallonia)    | 138               |
| Lituania             | 79                |
| Paesi Bassi          | 95                |
| Portogallo           | 20                |
| Spagna               | 1                 |
| Svizzera             | 56                |

### Classifiche di fine anno
| Classifica (2018) | Posizione |
| ----------------- | --------- |
| Spagna            | 5         |
| Classifica (2019) | Posizione |
| Portogallo        | 98        |
| Spagna            | 4         |
| Classifica (2020) | Posizione |
| Spagna            | 29        |
| Classifica (2021) | Posizione |
| Spagna            | 66        |